# Partido Gallego Independiente
El Partido Gallego Independiente (PGI) fue un partido político centrista español de ámbito gallego de la Transición.
Promovido por José Luis Meilán y David Pérez Puga, fue presentado al público el 29 de diciembre de 1976 y se disolvió en 1978 para integrarse en la Unión de Centro Democrático (UCD). El partido era uno de los promotores del estatuto de autonomía para Galicia.
En 1982, poco antes de la disolución de la UCD tras las elecciones generales de dicho año, fue refundado el 10 de septiembre, pero con una posición política más autonomista, alentado por Pablo González Mariñas. El PGI fue uno de los promotores de Coalición Galega en 1983, en el cual se acabó integrando y fue disuelto definitivamente en 1985.
Tras su disolución se integró en Coalición Galega.